# Al-Hawl (nahija)
Nahija Al-Hawl je nahija u okrugu Al-Hasakah, u sirijskoj pokrajini Al-Hasakah. Po popisu iz 2004. (prije rata), nahija je imala 14.804 stanovnika. Administrativno sjedište je u naselju Al-Hawl.